# Jack May (Tennisspieler)
John „Jack“ Bernard May (* 17. November 1925; † 10. August 2012) war ein australischer Tennisspieler.

## Karriere
Im hochklassigen Tennissport trat Jack May ausschließlich bei den Australian Open in Erscheinung. Beim Einzelwettbewerb schied er immer recht früh aus und seinen größten Erfolg hatte er im Mixeddoppel. An der Seite von Clare Proctor erreichte er 1951 das Finale, welches sie gegen ihre Landesleute Thelma Long und George Worthington verloren.
Zwischen 1976 und 1997 war er Präsident der Australian Davis Cup Tennis Foundation. Anschließend wurde er zum lebenslangen Ehrenmitglied ernannt.

## Persönliches
May war Vater von vier Kindern.

## Erfolge bei Grand-Slam-Turnieren

### Mixed

#### Finalteilnahmen
| Nr. | Datum           | Turnier         | Belag | Partnerin     | Finalgegner                    | Ergebnis      |
| --- | --------------- | --------------- | ----- | ------------- | ------------------------------ | ------------- |
| 1.  | 31. Januar 1951 | Australian Open | Rasen | Clare Proctor | Thelma Long George Worthington | 4:6, 6:3, 2:6 |